# Peter Leuschner
Peter Leuschner (* Juli 1947 in Ingolstadt) ist ein deutscher Journalist, Schriftsteller und Denkmalschützer.
Bekannt wurde er durch seine beiden Bücher über einen der rätselhaftesten Kriminalfälle, den bis heute ungeklärten
sechsfachen Mord im Jahre 1922 auf der oberbayerischen Einöde Hinterkaifeck, und durch die Gründung des Jurahaus-Vereins,
den er zu einer über Bayern hinaus angesehenen Denkmalschutz-Organisation formte.

## Leben
- 1968 Volontariat und dann Redakteur bei der Augsburger Allgemeinen Zeitung
- 1974 Wechsel zur Münchner Boulevardzeitung tz
- 1974 Kauf des desolaten Jagdschlosses Hofstetten des ehemaligen Fürstbischofs von Eichstätt Johann Euchar Schenk von Castell (1625–1697) in Hofstetten im Altmühltal gemeinsam mit seiner Frau Helga
- 1978 Beginn einer durchgreifenden Renovierung
- Ab 1979 nebenberufliche Tätigkeit für das Bayerische Fernsehen mit Themen-Schwerpunkt Denkmalpflege und Naturschutz.
- 1984 Gründung des „Vereins zur Förderung und Pflege von Altmühl-Jurabauten“, der später in Jurahaus-Verein umbenannt wurde.
- Von 1988 bis zum Rücktritt im November 2005 Motor und 1. Vorsitzender dieses Vereins und von 1995 bis 2005 ehrenamtliche Herausgabe der von ihm konzipierten Zeitschrift „Das Jurahaus“.
- Im Jahr 2009 wurde sein Plagiatsvorwurf um den Bestseller Tannöd gegen dessen Verfasserin Andrea Maria Schenkel in letzter Instanz vom Oberlandesgericht München abgewiesen.

## Auszeichnungen
- 1986 Bayerische Denkmalschutzmedaille
- 1992 Denkmalpreis der Hypo-Kulturstiftung zusammen mit Ehefrau Helga
- 1994 Goldener Amboss der Deutschen Handwerksfilmtage in Ulm für einen Fernsehbeitrag
- 1997 Deutscher Preis für Denkmalschutz
- 2013 Erneut Bayerische Denkmalschutzmedaille (für Renovierung von Jagdschloss Hofstetten an Familie Leuschner)

## Veröffentlichungen (Auswahl)
- Ein Schatten Davon Lyrik, Relief-Verlag München, 1965.
- Angesichts drohender Gefahr Lyrik und Prosa, Relief-Verlag München, 1972.
- Anno Domini – Leben und Taten vergessener Bayern Pinsker Verlag Mainburg, 1976.
- Hinterkaifeck – Deutschlands geheimnisvollster Mordfall W. Ludwig Verlag Pfaffenhofen / Ilm, 1978, ISBN 3-7787-2028-7.
- Nur Wenige kamen zurück – 30 000 Bayern mit Napoleon in Russland W. Ludwig Verlag Pfaffenhofen / Ilm, 1980, ISBN 3-7787-3143-2.
- Romanische Kirchen in Bayern W. Ludwig Verlag Pfaffenhofen / Ilm, 1981, ISBN 3-8112-0559-5.
- Schalk in der Richterrobe, die skurrilen Urteile des Oberamtsrichters Johann Baptist Cantler. (Bavarica 11). Ludwig, Pfaffenhofen 1983, ISBN 3-7787-3229-3.
- Bier und Barock. Schmankerlreisen in Bayern. W. Ludwig Verlag Pfaffenhofen / Ilm,  1988, ISBN 3-7787-3311-7.
- Der Mordfall Hinterkaifeck – Spuren eines mysteriösen Verbrechens, 3. überarbeitete Auflage 2007, apus Verlag Hofstetten, 1997, ISBN 978-3-9805591-0-2.
- Passion Jurahaus – Heinrich Ullmann zum 50. Todestag Jurahaus-Verein Eichstätt, 2003.
- Mein Schloss, meine Familie und ich Verlag LangenMüller München, 2006, ISBN 3-7844-3055-4.
- Hinterkaifeck: Deutschlands geheimnisvollster Mordfall (Taschenbuch) apus Verlag Hofstetten, 2009, ISBN 3-9805-5911-4.